# Copiapoa corralensis
Copiapoa corralensis es una especie de planta suculenta perteneciente al género Copiapoa, dentro de la familia Cactaceae. Es endémica del norte de Chile (desierto de Atacama).

## Descripción
Copiapoa corralensis es una especie de cactus que crece tanto de forma individual como formando pequeños grupos de 2 a 7 individuos, aunque la mayoría de las plantas tienen 1 o 2 cabezas. La forma de los tallos va de globosa a alargada y aunque la mitad superior de la epidermis es de color verde grisáceo, la inferior hasta la base es de color verde pálido a amarillo ocre. Miden de 8 a 20 cm de diámetro y de 18 a 30 cm de alto. Tienen el ápice ligeramente hundido y recubierto de lana blanquecina amarillenta, larga, suave y fibrosa.  
Su raíz principal puede alcanzar tres veces el ancho del cuerpo y tiene la corteza de color amarillo ocre con arrugas horizontales. Además presenta una constricción en forma de cuello corto de 1 a 2 cm de largo de y de 1,5 a 2 cm de ancho. 
Presentan de 11 a 14 costillas de 1,8 cm de ancho, sobre las que se asienta areolas hundidas de 0,2 a 0,3 cm de diámetro. Son oscuras, se encuentran separadas unas de otras de 1 a 1,2 cm verticalmente y entre ellas hay pequeñas hendiduras. Tienen 1 única espina central que crece hacia arriba hasta 4 cm de largo, es de sección redondeada y su color varía de marrón oscuro a negro en el parte superior. También tienen de 5 a 7 espinas radiales curvadas hacia el cuerpo, de 1 a 3 cm de largo, de sección redondeada y de color amarillo.  
Las flores emergen del ápice lanoso, tienen forma de embudo y mide 4 cm de largo y 3 cm de diámetro. Son de color amarillo pálido, se abren durante el día y tienen 22 pétalos que se disponen en doble hilera de 1 a 1,2 cm de ancho. El fruto tiene forma de ovoide irregular, mide 1,5 cm de diámetro y 2 cm de largo. Es de color blanco verdoso en el base, terminando hacia arriba con 7-9 escamas pequeñas de color marrón rojizo. En su interior contienen semillas de 1,2 a 1,5 mm de largo y 1 mm de ancho. 

## Distribución y hábitat
El área de distribución nativa de esta especie es el norte de Chile (desierto de Atacama) y crece principalmente en biomas desérticos o de matorrales secos. Se desarrolla entre rocas de granito, en colinas muy empinadas orientadas al norte y al noreste, a elevaciones entre los 400 y los 720 metros sobre el nivel del mar. 

## Taxonomía
Copiapoa corralensis fue descrita por los botánicos británicos Ingrid Schaub y Ricardo Keim, y publicada por primera vez en la revista científica Cactus Explorers 16: 48 en el año 2016. 

Etimología
- Copiapoa: nombre genérico que hace referencia a la ciudad chilena de Copiapó, ubicada en el desierto de Atacama, lugar donde se encuentran la mayoría de las especies de este género.
- corralensis: epíteto específico que hace referencia a la multitud de corrales de cabras que rodean el área de distribución de la especie.[3]

## Usos
Se cultiva principalmente como planta ornamental y su propagación se realiza a través de esquejes o semillas.